# Carl Gustaf Morén
Carl Gustaf Morén, född den 13 mars 1846 i Övergrans socken, död den 30 maj 1907 under ett tillfälligt besök i Stockholm, var en svensk språkman och lexikograf.
Morén blev utan att avlägga ens studentexamen en framstående språkkännare och lärare. Morén tjänstgjorde vid Tekniska skolan i Örebro 1872–1905. Bland hans arbeten kan nämnas Engelskt konstruktionslexikon (1872), Läsebok i engelska språket (1873), Tysk läsebok (1875), Engelsk elementarkurs (1891), Engelsk läsebok (1892, 1893), Engelsk teknisk litteratur (1892), "Nycklar" och ordböcker till tyska, franska och engelska mästerskapssystemen, Svenskt-engelskt parlörlexikon (1891), Tyskt konstruktionslexikon med bihang (1889; 2:a upplagan 1905), skolupplagor av samtida tyska och engelska författare med mera. Morén gjorde en betydande insats för undervisningen i moderna språk i de svenska skolorna.